# 洪坑村
洪坑村是中国安徽省黄山市徽州区岩寺镇东南的一个古村落，距区府所在地距岩寺8公里，歙县雄村3公里。辖洪坑和王大桥2个自然村。该村属于丘陵山区，面积11578.5亩，森林覆盖率93.37%。村民约1400人，以洪姓占绝大多数，唐末由江西迁来。
洪坑是一个拥有1200多年历史的古村落，文化底蕴深厚，科甲鼎盛，是一座著名的“进士村”，自北宋景德二年（1005）至清嘉庆十四年（1809）间，共有35人取得科举文科进士和拔贡进士。

## 名人

### 洪氏
- 洪宽：字有约，景泰元年庚午科贡士，湖广桂阳、河南郑州知州[3]，赠右都御史；
- 洪远（1450年十二月十六日—正德十四年（1519年）七月）：字克毅，洪宽第三子，出身国子生，成化十年（1474年）甲午科贡士，成化十四年（1478年）戊戌科进士第三甲第二百一十七名，官至南京工部尚书。[4]
- 洪迪：洪远之兄，辛丑科荐贡进士，礼部司务，钦差四川，移禄养亲。
- 洪通（1452-1529年），字克明，洪远之弟，弘治八年乙卯科贡士，历任义乌知县、桂林府通判、湖广道州知州，典试湖广福建。
- 洪伊：弘治十七年甲子科贡士，礼部郎中，谏议大礼，加四品俸。
- 洪价：洪远之子，洪宽之孙，丙子科恩贡进士，贵州思南府知府。
- 洪侹：庚子科岁贡进士，南京国子监典籍。
- 洪应绍：万历四十年壬子科乡贡进士，直隶昆山县教谕，典试四川。
- 洪化行：辛酉科选贡进士，湖广靖州知州，钦奖安边，功著黔楚。
- 洪琮（1620—1684）：字瑞玉，壬戊科贡士，清顺治九年壬辰科（1652）进士，授韶州府推官，擒郭天鹏，晋升刑部主事、提督陕西学政。[3]子景行，平陽知縣。
- 洪德嘉：洪玕之父
- 洪玕：丁酉科乡贡进士，康熙六年丁未科（1667年）进士，吏部文选司主事；
- 洪璟：戊寅科选贡进士，山西大同府知府；洪亮吉高祖
- 洪书：癸巳恩科乡贡进士，揀选知县；
- 洪之霨：庚子科副贡进士癸卯正科乡贡进士，揀选知县；
- 洪纯：洪之霨之子，壬子科乡贡进士；
- 洪逊：乙卯科乡贡进士，国子监学正；
- 洪涟：丙辰恩科乡贡进士壬戊科明通进士，福建清流县知县；
- 洪近：丁卯科副贡进士；
- 洪嶷：庚辰恩科乡贡进士，揀选知县；
- 洪本仁，乾隆二年丁巳恩科（1737年）进士第二甲七十六名
- 洪亮吉（1746年10月17日—1809年6月24日），字君直、稚存，号北江，晚号更生居士，因祖父洪寀入赘而寄籍江苏常州府阳湖县（今常州）[5]。清乾隆庚子科乡贡进士，乾隆五十五年庚午恩科（1790年）榜眼。翰林院编修，充国史馆编纂官，提督贵州学政；
- 洪饴孙：洪亮吉之子，戊午科乡贡进士，湖北东湖县知县。
- 洪朴，字伯初，乾隆三十六年进士，官至直隶顺德府（今邢台市）知府
- 洪榜（1745—1780），字初堂。洪朴之弟。乾隆二十三年戊子举人，乾隆四十一年，丙申應天津召试，授内阁中书。精经学，著有《新安大好记丽》[6]。
- 洪梧（1750——1817年），字桐生，乾隆五十五年（1790）进士，时与其兄洪朴、洪榜被誉为“同胞三中书”。 授翰林院庶吉士，散馆后，授编修，官至沂州府（今山东临沂）知府。嘉庆七年（1802）任扬州梅花书院山长。
- 洪莹（1780-1840年），字宾华，号鈐庵，父亲洪恒裕在扬州经营盐业，居住扬州状元巷。清嘉庆七年（1802年）曾校正唐林宝初《元和姓纂》，嘉慶九年（1804年）中舉，嘉慶十四年（1809年）帝五十大壽特設恩科，中狀元。[5]。授翰林院編修，掌修國史。后辞官居家潜心学术，五经皆有撰述。

### 王氏
- 王遇，雍正甲辰科举人（与洪之霨同科）
- 王鼎祚
- 王畏三（1881—1933），同盟会会员，新闻记者。1933年在南京遭暗杀。[6]

## 遗产
洪坑村有登记的明清建筑20余处，其中洪坑牌坊群及洪氏家庙，2019年10月7日列为第八批全国重点文物保护单位，洪承栋宅及花园（德意堂）为黄山市文物保护单位，还有状元厅、汪杏光宅、西复堂、尚书府、敦瑞堂和进复堂等明、清古民居，以及4座祠堂：上洪家庵、下洪祠堂、王家祠堂、洪家社屋。“七星拱月”古井，自然风景有忠洪古道、照壁山、洪家王家池塘等。1942年，日军逼近江西上饶，第三战区长官司令部训练补充大队二中队从上饶集中营移至洪坑村，关押皖南事变中被捕的新四军游击队约300余人，第一区队驻洪氏宗祠（现村小学）及相邻古宅得意堂，第二区队驻洪氏家庙。洪坑村入选为第五批中国传统村落。
| 编号                 | 名称                     | 年代                 | 地址                 | 分类                 | 图片                 | 备注                 |
| 全国重点文物保护单位 | 全国重点文物保护单位     | 全国重点文物保护单位 | 全国重点文物保护单位 | 全国重点文物保护单位 | 全国重点文物保护单位 | 全国重点文物保护单位 |
| -------------------- | ------------------------ | -------------------- | -------------------- | -------------------- | -------------------- | -------------------- |
| 8-0302-3-105         | 洪坑牌坊群及洪氏家庙     | 明清                 | 岩寺镇洪坑村         | 古建筑               |                      |                      |
| 黄山市文物保护单位   |                          |                      |                      |                      |                      |                      |
| 3-                   | 洪承栋宅及花园（德意堂） | 清                   | 岩寺镇洪坑村         | 古建筑               |                      |                      |